# 미셸 오닐

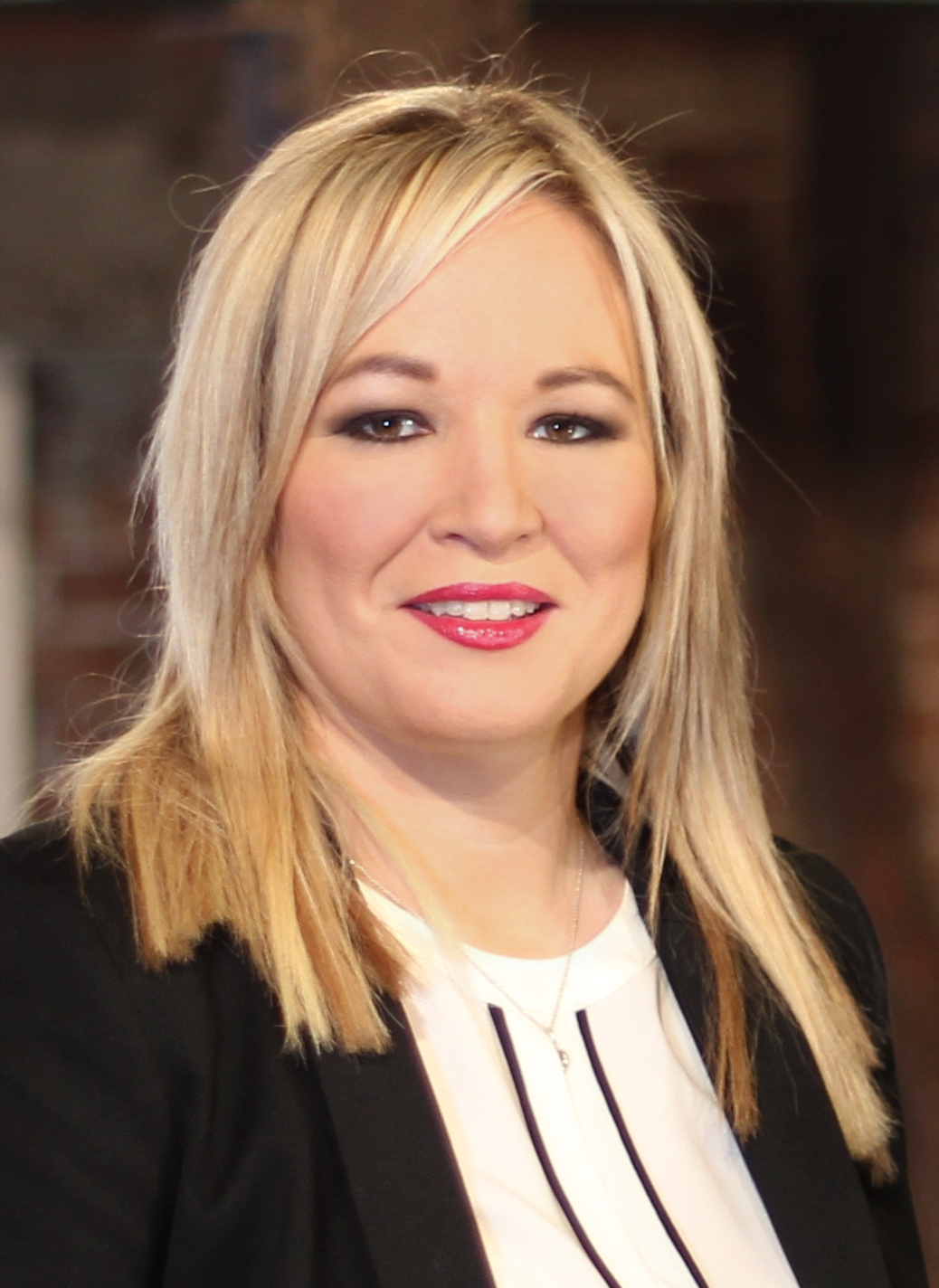

미셸 오닐(영어: Michelle O'Neill, 1977년 1월 10일~)은 아일랜드의 정치인으로 2020년 이래 북아일랜드의 제1장관대리이다. 2018년 이래 신 페인의 부대표를 맡고 있으며 2007년 이래 미드 얼스터 선거구 북아일랜드 의회의원을 지내고 있다.
북아일랜드 정부에서는 2011년부터 2016년까지 마틴 맥기네스 제1장관 밑에서 농업농촌개발부 장관을 지냈으며 2016년부터 2017년까지 보건부 장관을 지낸 바 있다.